# Best effort (réseau)
Best effort, en matière de réseau de télécommunications, désigne la nature d'un service où la seule garantie de bonne transmission est que le réseau fera au mieux de ce qui est possible.
La terminologie anglaise, introduite pour le service de datagrammes du réseau de transmission d'Internet, est largement utilisée dans les articles techniques en langue française. 
Avec ce service, le réseau n'exerce pas de contrôle de flux sur les sources de données en fonction de la capacité des destinations à les accepter. Les paquets d'information sont acheminés de nœud en nœud du réseau avec des files d'attente dans chacun. Ces files ayant une capacité volontairement limitée pour préserver des temps courts de traversée du réseau, les paquets qui devraient être ajoutés à une file qui se trouve saturée sont éliminés. Il en résulte que le réseau ne peut pas garantir par lui-même un taux de transmission de données sans pertes. 
Des sources rapides émettant en continu vers une destination lente imposent au réseau, pour cette destination, un taux de perte qui peut être arbitrairement élevé. Il revient donc aux destinations qui détectent des pertes de les signaler aux sources afin que celles-ci réduisent leur débit d'émission. Le contrôle de flux est ainsi confié à un protocole entre ordinateurs utilisateurs, de bout en bout.